# Різницька брама в Кракові
Різницька Брама, повна назва Різницька брама на Ґрудку, також відома як Брама на Ґрудку — одна з найстаріших брам середньовічного Кракова, датована 1289 роком, була частиною міських укріплень. Поряд із Флоріанською, Славковською, Ґродською, Вісляною, Шевською, Новою та Побічною творила систему в'їзду в місто. Нині колишня Різницька брама є другим (після ділянки біля Флоріанських воріт) збереженим елементом міських укріплень. Побачити її модна на фасаді монастирського будинку з боку парку Планти.

## Опис брами
Оборонна система брами мала виступаючу частину і була зміцнена додатковою брамою з підйомним мостом перекинутим через оборонний рів. Фрагменти краківських мурів, включно з Різницькою брамою, були використані для будівництва монастиря та костелу Сніжної Божої Матері. До сьогодні збереглися тільки фрагменти Різницької брами, їх можна побачити на монастирському мурі з боку Плантів. З внутрішнього боку воріт на території костелу знаходиться образ на якому зображена Матір Божа, якій поклоняються св. Катерина і св. Домінік. Знаний також, як «Шведська Мадонна».

## Історія
У XIII i XIV століттях Краків був оточений муром. Брама На Ґрудку, вперше згадується в письмових джерелах 1289 року, як один з кількох в'їздів до міста. Через браму пролягав шлях на Сандомир і Русь. Брама виходила на сьогоднішню вулицю Вестерплатте, була розташована на виїзді з вулиці Миколайської. У XIV столітті вихід Миколайської вулиці перенесли на північ, а саму вулицю трохи викривили. Саме тоді Різницьку браму замінили новішою Миколайською. У XV столітті Різницьку браму замурували. А в 1621 на честь перемоги над турками під Хотином Анна Любомирська з Браніцьких викупила у Габріеля Тарнавського Ґрудек, а також будинок майста золотих справ Пелчиського і додавши міські мури заклала на тому місці костел Сніжної Божої Матері. В результаті чого брама стала частиною зовнішньої стіни монастиря сестер домініканок.